# Svetlana Gorshenina
Svetlana Gorshenina (russisch Светлана Михайловна Горшенина Swetlana Michailowna Gorschenina) (* 1969 in Usbekistan) ist eine Historikerin, Kunsthistorikerin und zentralasiatische Historiografin aus Usbekistan und Forscherin an der Universität Lausanne. Sie ist Mitbegründerin des Alert Heritage Observatory, einer nichtstaatlichen internationalen Vereinigung für die Erhaltung des kulturellen Erbes Zentralasiens. Sie verfasste mehr als 150 wissenschaftlichen Publikationen.

## Leben
Svetlana Gorshenina absolvierte ein Studium an der Fakultät für Geschichte der Nationalen Universität Usbekistans. 1996 verteidigte sie ihre Dissertation unter der Leitung von Galina Pugatschenkowa und Valery Hermanow am Institut für Geschichte der Akademie der Wissenschaften der Republik Usbekistans. Im Jahr 2007 promovierte sie dann an den Universität Lausanne und der Sorbonne, um das Konzept «Zentral-/Mittelasien» zu entwickeln (unter der Leitung von Henri-Paul Francfort und Patrick Serio). Im Jahr 2016 wurde sie am Nationalen Institut für orientalische Sprachen und Zivilisationen für das kulturelle Erbe Turkestans habilitiert.
Svetlana Gorshenina hat in vielen wissenschaftlichen Gruppen (CNRS in Paris, an der Universität Lausanne und der Universität Manchester) gearbeitet, an der Hochschule für Sozialwissenschaften in Paris und an der Nationalen Universität von Usbekistan unterrichtet, Ausstellungen in Paris, Genf, Lyon, Ravenna, Bologna, Vryburg, Taschkent und Samarkand vorbereitet und viele runde Tische und Konferenzen organisiert.
Gorshenina kuratierte mehrere Ausstellungen mit Fotografien des 19. und 20. Jahrhunderts aus der Geschichte der Archäologie Zentralasiens und wurde Mitbegründerin des «Alert Heritage Observatory», einer nichtstaatlichen internationalen Vereinigung für die Erhaltung des kulturellen Erbes Zentralasiens.

## Wissenschaftliche Aktivitäten
Svetlana Gorshenina ist Autorin oder wissenschaftliche Redakteurin von über 150 wissenschaftlichen Veröffentlichungen über die Kunstgeschichte und Archäologie Zentralasiens, die Bildung von Sammlungen, Archiven, Ausstellungen und Museen, das Funktionieren von Grenzen und Reisen.
Z.B:
- L’invention de l’Asie centrale: Histoire du concept de la Tartarie à l’Eurasie, coll. «Rayon Histoire» (nº 4). Geneva: Droz, 2014.
- Asie centrale. L’invention des frontières et l’héritage russo-soviétique, Paris: CNRS-Éditions, 2012[11].
- The Private Collections of Russian Turkestan in the 2nd Half of the 19th and Early 20th Century, Berlin: Klaus Schwarz Verlag, 2004.
- Explorateurs en Asie centrale: Voyageurs et aventuriers de Marco Polo à Ella Maillart, Geneva: Olizane, 2003.
- La route de Samarcande: l’Asie centrale dans l’objectif des voyageurs d’autrefois, Geneva: Olizane, 2000.
- With Claude Rapin, De Kaboul à Samarcande: Les archéologues en Asie centrale, coll. „Découvertes Gallimard“ (nº 411), série Archéologie. Paris: Gallimard, 2001.
- With Aymon Baud and Philippe Forêt, La Haute-Asie telle qu’ils l’ont vue: Explorateurs et scientifiques de 1820 à 1940, Geneva: Olizane, 2003.
- With Claude Rapin, «Hellenism with or without Alexander the Great: Russian, Soviet and Central Asian approaches», article published in The Graeco-Bactrian and Indo-Greek World, edited by Rachel Mairs. Milton Park: Routledge, 2021.
- Svetlana Gorshenina, Philippe Bornet, Michel Fuchs et Claude Rapin (éd.), «Masters» and «Natives»: Digging the Others’ Past, Berlin: De Gruyter Mouton, Serie: Welten Süd- und Zentralasiens / Worlds of South and Inner Asia / Mondes de l’Asie du Sud et de l’Asie Centrale, 2019.
- Michel Espagne, Svetlana Gorshenina, Frantz Grenet, Shahin Mustafayev, Claude Rapin (éd.), Asie centrale: transferts culturels le long de la Route de la soie, Paris: Vendémiaire, 2016.
- Philippe Bornet, Svetlana Gorshenina, Orientalismes des marges: Éclairages à partir de l’Inde et de la Russie, Lausanne: Université de Lausanne, numéro spécial d’Études de Lettres, n° 2-3 (vol. 296), 2014.
- Svetlana Gorshenina et Sergej Abashin (éd.), Le Turkestan russe: une colonie comme les autres?, Paris: Complexe, Collection de l’IFÉAC – Cahiers d’Asie centrale, n° 17 / 18, 2009.